# Магеллановы телескопы
Магеллановы телескопы (англ. Magellan Telescopes) — два оптических телескопа с диаметром 6,5 метров каждый, расположенных в Обсерватории Лас-Кампанас в Чили. Один из телескопов назван в честь астронома Вальтера Бааде, другой — филантропа Лендона Клея.
Телескоп Бааде увидел первый свет 15 сентября 2000 года, телескоп Клея — 7 сентября 2002 года.
Институт Карнеги, Аризонский университет, Гарвардский университет, Мичиганский университет и Массачусетский технологический институт осуществляют совместную организацию и управление телескопами.
Комплекс был назван в честь португальского исследователя Фернана Магеллана.